# Seznam frankovskih kraljev
Seznam frankovskih kraljev se nadaljuje v Seznamu francoskih kraljev.
Franke, germansko govoreča ljudstva, ki so v 5. stoletju vdrla v Zahodno rimsko cesarstvo, so najprej vodili posamezniki, imenovani vojvode in vladarji (reguli). Najzgodnejša pomembna skupina Frankov so bili Salijski Franki, ki so osvojili večino rimske Galije in po bitki pri Vouilléju leta 507 tudi galsko ozemlje Vizigotskega kraljestva. 
Sinovi Klodvika I., prvega frankovskega kralja, so osvojili Burgundsko kraljestvo in Alemanijo in nato Provanso in podjarmili Bavarce in Turingijce. Salijsko Merovinško dinastijo je v 8. stoletju nasledila Karolinška dinastija. Do poznega 10. stoletja so Karolinge v večjem delu njihovega cesarstva zamenjale druge dinastije. 
Časovno razporedje frankovskih vladarjev je težko izslediti, saj je bilo kraljestvo, v skladu s staro germansko prakso, po kraljevi smrti pogosto razdeljeno med kraljeve sinove in sčasoma ponovno združena s porokami, pogodbami ali osvajanji. Na različnih ozemljih je pogosto hkrati vladalo več frankovskih kraljev, delitev ozemelj pa skozi čas ni bila dosledna. 
Ko so se tradicije dedovanja sčasoma spreminjale, so deli Francije (dežele Frankov) začeli postajati trajnejša kraljestva. Zahodna Frankovska je bila srce tistega, kar naj bi postalo Kraljevina Francija. Vzhodna Frankovska se je razvila v Kraljevino Nemčijo in Srednja Frankovska v Kraljevino Lotaringijo. Na jugu je nastala Kraljevina Italija in na zahodu Kraljevina Provansa. Zahodna in Vzhodna Frankovska sta si kmalu razdelili območje Srednje Frankovske. 
Ideja o "kralju Frankov" je postopoma izginila. Naziv "kralj Frankov" je bil v Franciji v rabi do leta 1190, naziv "kraljica Frankov" za kraljice soproge pa do leta 1227. Spremembe so kazale na premik od ljudskega razmišljanju o monarhiji, ki je bila včasih brez določenega ozemlja, do tiste, vezane na določeno ozemlje. 

## Zgodnji frankovski vladarji
- Genobavd (3. stoletje ?)
- Merogaz in Askarik (4. stoletje)
- Markomer (4. stoletje), dux
- Suno (4. stoletje), dux
- Genobavd (4. stoletje), dux
- Malobavd (4. stoletje)
- Teodomer (5. stoletje)
- Ragnahar (ubit okoli leta 509 (Klodvik I.))
- Hararik (ubit okoli leta 509 (Klodvik I.))

### Salijski Franki
- Klodion (5. stoletje)
- Meroveh (ok. 450–457), morda Klodionov sin
- Hilderik I. (ok. 457–481), Merovehov sin
- Klodvik I. (ok. 481–511), prvi merovinški kralj, ki je do leta 509 združil vse Franke

### Ripuarski Franki
- Hildebert (5. stoletje)
- Sigibert Hromi (ubit okoli 509 (Kloderik))
- Kloderik Očetomorilec (ubit okoli 509 (Klodvik I.)), Sigibertov sin

## Merovinška dinastija

### Zgodnji kralji Frankov (509–613)
Klodvik I. je pod svojo oblastjo združil vsa frankovska kraljestva in večino rimske Galije ter osvojil Soissons, domeno rimskega generala Siagrija, in vizigotsko kraljestvo Toulouse (Akvitanija). Sedež je imel v Parizu, ki je skupaj s Soissonsom, Reimsom, Metzom in Orléansom postal ena od njegovih rezidenc. Po njegovi smrti so si njegovi štirje sinovi (in pozneje njegovi vnuki) razdelili kraljestvo. Vsak sin je dobil del prvotnega frankovskega ozemlja in del novo osvojene Akvitanije.
- Liniji Teoderika I. in Sigiberta I. (kralji v Reimsu/Metzu (Avstrazija) in kasneje v Burgundiji)
- Klodomer in Guntram (kralja v Orleansu in Burgundiji)
- Hildebert I. in Haribert I. (kralja v Parizu)
- Liniji Klodvika I. in Hilperika I. (kralji v Soissonsu)

| Ime Vladanje                                     | Portret | Rojstvo                                                             | Žena/žene Otroci | Smrt                                          | Komentar                                                                                                   |
| ------------------------------------------------ | ------- | ------------------------------------------------------------------- | --- | --------------------------------------------- | --- |
| Klodvik I. 509 – 27. november 511                |         | ok. 466 Tournai Sin Hilderika I. in Basine Turingijske              | 1. neznana žena: sin 2. Klotilda, 493: štirje otroci                                                                          | 27. november 511 star44/45 let Pariz          | Od leta 481 kralj Salijskih Frankov; leta 509 združil vse Franke pod svojo oblastjo                        |
| Teoderik I. 27. november 511 – začetek 534       |         | ok. 487 Pariz Sin Klodvika I. in njegove prve žene Evohilde Kölnske | 1. Svavegota, 510s: brez otrok 2. več priležnic: najmanj dva sinova                                                           | zgodaj 534 star 46/47 let                     | Prebival v Reimsu                                                                                          |
| Klodomer 27. november 511 – 524                  |         | ok. 495 Reims Sin Klodvika I. in Klotilde                           | Guntheuc, 510. leta: trije sinovi                                                                                             | 524 star 28/29 let Vézeronce                  | Prebival v Orleansu, osvojil Burgundijo                                                                    |
| Hildebert I. 27. november 511 – 13. december 558 |         | ok. 496 Reims Sin Klodvika I. in Klotilde                           | Ultragota, 510. leta: dve hčerki                                                                                              | 13. december 558 star 61/62 let Pariz         | Prebival v Parizu                                                                                          |
| Klotar I. 27. november 511 – 29. november 561    |         | ok. 497 Pariz Sin Klodvika I. in Klotilde                           | 1. Guntevik, 524: brez otrok 2. Radegunda, 538: brez otrok 3. Ingund, 532: štirje otroci 4. Aregund, 536: sin 5. Hunsina: sin | 29. november 561 star 63/64 let Compiègne     | Prebival v Soissonsu leta 558 ponovno združil kraljestvo                                                   |
| Teodebert I. zgodaj 534 – ok. 548                |         | ok. 503 Metz Sin Teoderika I. in (verjetno) priležnice              | 1. Devterija, 534: sin 2. Visigarda, 540: brez otrok 3. neznana žena, 540. leta: sin                                          | ok. 548 star 44/45 let                        | Prebival v Reimsu                                                                                          |
| Teodebald ok. 548 – ok. 555                      |         | ok. 535 Sin Teodeberta I. in Devterije                              | Valdrada, 540. leta: brez otrok                                                                                               | ok. 555 star 19/20 let                        | Prebival v Reimsu                                                                                          |
| Haribert I. 29. november 561 – december 567      |         | ok. 517 Pariz Sin Klotarja I. in Ingunde                            | Ingoberga, 537: štirje otroci                                                                                                 | december 567 star 49/50 let Pariz             | Prebival v Parizu                                                                                          |
| Guntram 29. november 561 – 28. marec 592         |         | ok. 534 Soissons Sin Klotarja I. in Ingunde                         | 1. Veneranda: sin 2. Markatruda: sin 3. Avstregilda: dva sinova                                                               | 28. marec 592 star 59/60 let Chalon-sur-Saône | Stanoval v Orleansu in Chalon-sur-Saône, vladal Burgundiji, posvojil Hildeberta I.                         |
| Sigibert I. 29. november 561 – ok. 575           |         | ok. 535 Sin Klotarja I. in Ingunde                                  | Brunhilda 567 trije otroci | ok. 575 star 39/40 let Vitry-en-Artois        | Stanoval v Reimsu in Metzu                                                                                 |
| Hilperik I. 29. november 561 – september 584     |         | ok. 539 Pariz Sin Klotarja I. in Aregunde                           | 1. Avdovera, 540. leta: pet otrok 2. Galsvinda, 567: brez otrok 2. Fredegunda, 568: sedem otrok                               | september 584 star 44/45 let Chelles          | Prebival v Soissonsu                                                                                       |
| Hildebert II. ok. 575 – marec 595                |         | ok. 570 Sin Sigiberta I. in Brunhilde Avstrazijske                  | Faileuba: štirje otroci | marec 595 star 24/25 let                      | Prebival v Metzu V otroštvu je mati Brunhilda vladala kot regentka. Nasledil Burgundijo od Guntrama.       |
| Klotar II. september 584 – 18. oktober 629       |         | ok. 584 Pariz Sin Hilperika I. in Fredegunde                        | 1. Haldetruda: sin 2. Bertruda, 613: brez otrok 3. Sihilda, 618: sin                                                          | 18. oktober 629 star 44/45 let                | Prebival v Soissonsu. V mladosti je bila mati Fredegunda njegova regentka. Ponovno združil kraljestvo.     |
| Teodebert II. marec 595 – 612                    |         | 586 Sin Hildeberta II. in Fajleube                                  | 1. Bilihilda, 608: dva otroka 2. Teodehilda, 610 sin                                                                          | 612 star 25/26 let                            | Prvi sin Hildeberta II. Stanoval v Metzu. V mladosti je kot regentka vladala njegova stara mati Brunhilda. |
| Teoderik II. 612 – 613                           |         | 587 Soissons Sin Hildeberta II. in Fajleube                         | Več priležnic: štirje sinovi                                                                                                  | 613 star 25/26 let Metz                       | Drugi sin Hildeberta II. S staro materjo Brunhildo vladal Burgundiji, osvojil Avstrazijo.                  |
| Sigibert II. 613 – konec 613                     |         | 601 Sin Teoderika II. in Ermenberge                                 | Neporočen | 613 star 11/12 let                            | Nezakonski sin Toederika II. Z Brunhildo kot regentko vladal Burgundiji in Avstraziji.                     |

### Kralji v Nevstriji in Burgundiji (613–679)
Klotar II. je premagal Brunhildo Avstrazijsko in njenega pravnuka Sigiberta II. ter ponovno združil kraljestvo. Do takrat so kraljestva Nevstrija, Burgundija in Avstrazija razvila svoje značilnosti. Da bi pomirili lokalno plemstvo, je v Avstraziji običajno vladal poseben kralj, pogosto sin ali brat kralja, ki je vladal v Nevstriji in Burgundiji. Podobna ureditev v Akvitaniji je bila kratkotrajna.
| Ime Vladanje                                  | Portret | Rojstvo                                         | Žena/žene Otroci                                                                                   | Smrt                                           | Komentar                                                                               |
| --------------------------------------------- | ------- | ----------------------------------------------- | -------------------------------------------------------------------------------------------------- | ---------------------------------------------- | -------------------------------------------------------------------------------------- |
| Klotar II. september 584 – 18. oktober 629    |         | ok. 584 Pariz Sin Hilperika I. in Fredegunde    | 1. Haldetruda: sin 2. Bertruda, 613: brez otrok 3. Sihilda, 618: sin                               | 18. oktober 629 star 44/45 let                 | Ponovno združil kraljestvo.                                                            |
| Dagobert I. 18. oktober 629 – 19. januar 639  |         | 603 Pariz Sin Klotarja II. in Haldetrude        | 1. Gormatruda: brez otrok 2. Nanthilda, 629: sin 3. Vulfegunda; brez otrok 4. Berhilda: brez otrok | 19. januar 639 star 33/34 let Épinay-sur-Seine | V letih 623-634 kralj Avstrazije.                                                      |
| Haribert II. oktober 629 – 8. april 632       |         | 607/617 Pariz Sin Klotarja II. in Sihilde       | Gizela 629                                                                                         | 8. april 632 star 15/25 let Blaye, Gironde     | Vladal v Akvitaniji.                                                                   |
| Klodvik II. 19. januar 639 – 27- november 657 |         | 633 Pariz Sin Dagoberta I. in Nanthilde         | Balthilda, 640. leta: trije sinovi                                                                 | 27. november 657 star 23/24 let                |                                                                                        |
| Klotar III. 27. november 657 – pomlad 673     |         | 652 Pariz Sin KLodvika II. in Balthilde         | Neznana priležnica: morda sin                                                                      | Pomlad 673 Star 20/21 let                      | Prvi sin Klodvika II.                                                                  |
| Teoderik III. pomlad 673                      |         | 654 Pariz Sin Klodvika II. in Balthilde         | 1. Krotilda, pred 675: dva sinova 2. Amalberga, 674: hčerka 3. več priležnic: najmanj trije otroci | 12. april 691 Star 36/37 let                   | Tretji sin Klodvika II.                                                                |
| Klodvik III. 27. november 657 – pomlad 673    |         | ok. 670 Sin Klotarja III. in neznane priležnice | Neporočen                                                                                          | ok. 676 Star 5/6 let                           | Nezakonski sin KLotarja III. Kralj Avstrazije in zahtevnik do Nevstrije in Burgundije. |
| Hilderik II. pomlad 673 – jesen 675           |         | 653 Pariz Sin Klodvika II. in Balthilde         | Bilihilda, 662: dva sinova                                                                         | jesen 675 Star 21/22 let                       | Drugi sin Klodvika II. Kralj v Avstraziji 662-675.                                     |
| Teoderik III. jesen 675 – 12. april 691       |         | 654 Pariz Sin Klodvika II. in Balthilde         | 1. Krotilda, pred 675: dva sinova 2. Amalberga, 674: hčerka 3. več priležnic: najmanj trije otroci | 12. april 691 Star 36/37 let                   | Tretji sin Klodvika II. Po letu 679 tudi kralj Avstrazije.                             |

### Kralji v Avstraziji (623–679)
Klotar II. je ponovno združil kraljestvo leta 613. Do takrat so kraljestva Nevstrija, Burgundija in Avstrazija razvila svoje regionalne identitete. Da bi pomiril lokalno plemstvo, je Klotar za avstrazijskega kralja postavil svojega mladega sina Dagoberta I. Avstraziji je naslednja desetletja običajno vladal ločen kralj, pogosto sin ali brat kralja, ki je vladal v Nevstriji in Burgundiji. 
| Ime Vladanje                             | Portret | Rojstvo                                             | Žena/žene                                                                                               | Smrt                                           | Komentar                                                                       |
| ---------------------------------------- | ------- | --------------------------------------------------- | --- | ---------------------------------------------- | ------------------------------------------------------------------------------ |
| Dagobert I. 623 – 634                    |         | 605 Pariz Sin Klotarja II. in Haldetrude            | 1. Gormatruda: brez otrok 2. Nanthilda, pred 629: sin 3. Vulfegunda: brez otrok 4. Berhilda: brez otrok | 19. januar 639 star 34/35 let Épinay-sur-Seine | Po letu 629 tudi kralj Nevstrije in Burgundije.                                |
| Sigibert III. 634 – 1. februar 656       |         | 630 Sin Dagoberta I. in Ragnertrude                 | Himnehilda, 651: sva otroka                                                                             | 1. februar 656 Star 25/26 let                  |                                                                                |
| Hildebert Posvojeni 1. februar 656 – 661 |         | 640. leta Sin Grimoalda Starejšega in Ize iz Metza  | Neporočen                                                                                               | 661 v 20. letih                                |                                                                                |
| Klotar III. 661 – 662                    |         | 649 Pariz Sin Klodvika II. in Balthilde             | Neznana priležnica: verjetno sin                                                                        | pomlad 673 Star 23/24 let                      | Prvi sin Klodvika II., tudi kralj Nevstrije in Burgundije.                     |
| Hilderik II. 662 – jesen 675             |         | 654 Pariz Sin Klodvika II. in Balthilde             | Bilihilda, 662: dva sinova                                                                              | zima 691 Star 21/22 let                        | Drugi sin Klodvika II., po letu 673 tudi kralj Nevstrije in Burgundije.        |
| Klodvik III. september 675 – junij 676   |         | ok. 670 Sin Klotarja III. in neznane priležnice     | Neporočen                                                                                               | ok. 676 Star 5/6 let                           | Nezakonski sin Klotarja III., zahteval tudi prestol v Nevstriji in Burgundiji. |
| Dagobert II. ok. 676 – 23. december 679  |         | ok. 650 Sin Sigeberta III. in Himnehilde Burgundske | Neznana ženska                                                                                          | 23. december 679 Star 28/29 let, Stenay        |                                                                                |

### Pozni kralji Frankov (679–751)
Teoderik III. je bil leta 679 priznan za kralja vseh Frankov. Od takrat naprej se lahko Frankovsko kraljestvo ponovno obravnava kot enoto kraljestvo, razen v zelo kratkem obdobju državljanske vojne. V tem obdobju, imenovanem roi fainéant, dobesedno obdobje "kraljev, ki ne delajo ničesar", so kralje vedno bolj zasenčili njihovi dvorni majordomi. 
| Ime Vladanje                                           | Portret | Rojstvo                                    | Žena/žene Otroci                                                                                   | Smrt                                   | Komentar                                            |
| ------------------------------------------------------ | ------- | ------------------------------------------ | -------------------------------------------------------------------------------------------------- | -------------------------------------- | --------------------------------------------------- |
| Teoderik III. jesen 675 – 12. april 691                |         | 654 Pariz Sin Klodvika II. in Balthilde    | 1. Krotilda, pred 675: dva sinova 2. Amalberga, 674: hčerka 3. več priležnic: najmanj trije otroci | 12. april 691 star 36/37 let           | Od 23. decembra 679 priznan kot kralj vseh Frankov. |
| Klodvik IV. 12. april 691 – 695                        |         | ok. 677 Sin Teoderika III. in Krotilde     | Neporočen                                                                                          | 695 star 17/18 let                     | Prvi sin Teoderika III.                             |
| Hildebert III. Pravični 695 – 23. april 711            |         | ok. 678 Sin Teoderika III. in Krotilde     | 1. Ermenhilda: sin 2. neznana priležnica: sin                                                      | 23. april 711 star 32/33 let           | Drugi sin Teoderika III.                            |
| Dagobert III. 23. april 711 – 31. december 715         |         | ok. 699 Hin Hildeberta III. in Ermenhilde  | 1. Neznana žena: sin 2. neznana priležnica: sin                                                    | 31. december 715 star 16 let           | Drugi sin Hildeberta III.                           |
| Hilperik II. 31. december 715 – 13. februar 721        |         | ok. 672 Sin Hilderika II. in Bilihilde     | Neznana žena: sin                                                                                  | 13. februar 721 star 48/49 let         | Drugi sin Hilderika II. Bratranec Dagoberta III.    |
| Teoderik IV. 13. februar 721 – 16. marec/30. april 737 |         | ok. 712 Sin Dagoberta III. in neznane žene | Neznana žena: sin                                                                                  | 16. marec/30. april 737 star 24/25 let |                                                     |
| Medvladje (737–741) – kot knez je vladal Karel Martel  |         |                                            | |                                        |                                                     |
| Hilderik III. 741 – november 751                       |         | ok. 717 Sin Hilperika II. in neznane žene  | Neznana žena: sin                                                                                  | 754 star 36/37 let                     | Sin ali Hilperika II. ali Teoderika IV.             |

## Karolingi
Karolingi so bili sprva majordomi merovinških kraljev, najprej v Avstraziji in kasneje v Nevstriji in Burgundiji. Leta 687 je Pipin Herstalski po zmagi v bitki pri Tertryju in osvojitvi Nevstrije privzel naslov "vojvoda in knez Frankov" (dux et princeps Francorum). Sodobni kronisti štejejo dogodek za začetek Pipinove vladavine. V letih 715 in 716 so se Pipinovi nasledniki prerekali za njegovo nasledstvo.
| Ime Na položaju          | Portret | Rojen                                              | Žena/žene Otroci                                       | Smrt                              | Komentar                                                                    |
| ------------------------ | ------- | -------------------------------------------------- | ------------------------------------------------------ | --------------------------------- | --------------------------------------------------------------------------- |
| Arnulf iz Metza ni znano |         | 13. avgust 582 ?                                   | neporočen                                              | 643 ali 647                       | Svetovalec na avstrazijskem dvoru, od leta 614 do 629 škof v Metzu; svetnik |
| Pipin Starejši 612-629   |         | 580, sin Karlmana in neznane matere                | Ita: štirje otroci                                     | 7. februar 640, star 60 let       | Majordom v Avstraziji.                                                      |
| Grimoald I. 643–656      |         | 615, sin Pipina Starejšega in Ite                  | neznana                                                | 657 ali 661                       | Majordom v Avstraziji.                                                      |
| Pipin Srednji 680 – 714  |         | ok. 635, sin Anzegizela in Bege                    | Plektruda, Alpaida: skupaj več kot štirje otroci       | 16. december 714                  | Majordom v Avstraziji, od leta 687 dejansko celotnega kraljestva.           |
| Karel Martel 714-741     |         | 23. avgust 688, sin Pipina Herstalskega in Alpaide | Rotruda Trierska, Svanhilda: skupaj najmanj šest otrok | 22. oktober 741, star 53 let      | Majordom v Nevstriji, od leta 747 tudi v Avstraziji.                        |
| Karlman 741-747          |         | ok. 710, sin Karla Martela in Hrotrude             |                                                        | 754, star ok. 44 let              | Majordom v Avstraziji.                                                      |
| Pipin Mali 741-751       |         | 714 ali 715, sin Karla Martela in Hrotrude         | Bertrada Laonska: trije otroci                         | 24. september 768, star 53–54 let | Majordom v Nevstriji, od leta 747 tudi v Avstraziji.                        |

Leta 747 Pipin Mali, majordom v Nevstriji, postal tudi majordom v Avstraziji in s tem de facto vladar celotnega frankovskega kraljestva. Poskrbel je za odstavitev merovinškega kralja Hilderika III. in bil marca 752 maziljen za frankovskega kralja. Funkcija majordoma je bila vključena v krono, kar je pomenilo začetek Karolingov kot vladajoče frankovske dinastije. Karel Veliki je bil leta 800 okronan za cesarja. Z njim se je začela vrsta cesarjev Svetega rimskega cesarstva, ki je, z nekaj prekinitvami, trajala do leta 1806, čeprav so položaj cesarja po letu 962 imeli nemški monarhi. 
| Ime Vladanje                                       | Portret | Rojstvo                                                        | Žena/žene Otroci | Smrt                                           | Komentar                              |
| -------------------------------------------------- | ------- | -------------------------------------------------------------- | --- | ---------------------------------------------- | ------------------------------------- |
| Pipin Mali november 751 – 24. september 768        |         | 714, sin Karla Martela in Rotrude Trierske                     | Bertrada Laonska, 741: pet otrok | 24. september 768, star 54 let                 | Izvoljen od frankovskega plemstva.    |
| Karel I. Veliki 24. september 768 – 28. januar 814 |         | 2. april 742, sin Pipina Malega in Bertrade Laonske            | (1) Himiltrude (priležnica), 768: sin (2) Deziderata, 770: brez otrok (3) Hildegarda, 771: devet otrok (4) Fastrada, 784: dve hčerki (5) Luitgarda, 794: brez otrok (6) več priležnic: šest otrok | 28. januar 814, star 71 let, Aachen            | Prvi sin Pipina Malega.               |
| Karlman I. 24. september 768 – 4. december 771     |         | 28. junij 751, Soissons, sin Pipina Malega in Bertrade Laonske | Gerberga, 741: dva sinova | 4. december 771, star 20 let, Samoussy         | Drugi sin Pipina Malega.              |
| Karel Mlajši 25. december 800 – 4. december 811    |         | ok. 772, sin Karla Velikega in Hildegarde                      | | 4. december 811, star okoli 39 let             | Drugi sin in glavni Karlov naslednik. |
| Ludvik I. Pobožni 28. januar 814 – 20. junij 840   |         | 16. april 778, Casseuil, sin Karla I. in Hildegarde            | (1) Ermengarda, 794: šest otrok (2) Judita Bavarska, 819: dva otroka | 20. junij 840, star 62 let, Ingelheim am Rhein | Drugi sin Karla I.                    |

Ludvik Pobožni je že v času svojega vladanja večkrat delil svoj imperij. S končno delitvijo, izrečeno v Wormsu leta 838, je Karel Plešasti postal dedič na zahodu, vključno z Akvitanijo, in Lotar dedič na vzhodu, vključno z Italijo, a brez Bavarske, ki je ostala Ludviku Nemškemu. Delitev je po cesarjevi smrti leta 840 pahnila cesarstvo v državljansko vojno, ki je trajala tri leta. Frankovsko kraljestvo je bilo nato razdeljeno z Verdunsko pogodbo leta 843. Lotarju je bilo dovoljeno obdržati cesarski naslov in njegovo kraljestvo Italijo. Dobil je tudi novoustanovljeno  Srednjefrankovsko kraljestvo, kopenski koridor, ki se je raztezal od Italije do Severnega morja, vključno z Nizozemskimi deželami, Porenjem, vključno z Aachnom, Burgundijo in Provanso. Karel je bil potrjen v Akvitaniji, kjer mu je nasprotoval Pipin II., sin Pipina I., in dobil Zahodno Frankovsko, sodobno Francijo, se pravi ozemlje zahodno od Lotarjevega. Ludvik Nemški je bil potrjen na Bavarskem in dobil Vzhodno Frankovsko, sodobno Nemčijo, se pravi dežele vzhodno od Lotarjevih. 
V naslednji preglednici je nepopoln seznam frankovskih kraljev, zlasti tistih v Zahodni, Srednji in Vzhodni Frankovski, kot so Italija, Provansa, Nevstrija in Akvitanija. 
| Zahodna Frankovska (nazadnje Francija) |
| --- |
| Kralji, označeni z zvezdico (*), niso bili Karolingi, ampak Robertinci. - Karel II., imenovan Plešasti, 843–877 kralj Italije, od 875 cesar - Akvitanija: Karel Otrok, 855–866; Ludvik Jecljavi, 866–877 - Nevstrija: Ludvik Jecljavi, 856–877 - Ludvik II., imenovan Jecljavi, 877–879 - Ludvik III., 879–882, skupaj s - Karlmanom II., 879–884 - Karel III., 884–888, od 881 cesar - Odo*, 888–898 - Akvitanija: Ranulf II.*, 888–889 - Karel III., imenovan Preprosti, 898–922 - Robert I.,* 922–923 - Rudolf,* 923–936 - Ludvik IV., imenovan Prekomorski, 936–954 - Lotar, 954–986 - Akvitanija: Ludvik V., 980–986 - Ludvik V., imenovan Leni, 986–987 Za njim so v Franciji zavladali Kapetingi. Za nadaljevanje glej Seznam francoskih kraljev. |

| Srednja Frankovska |
| --- |
| - Lotar I., 843–855, od 824 cesar, od 840 višji cesar - Italija: Lotar I., 818–855; Ludvik II., 839–855 skupaj z očetom Po Lotarjevi smrti leta 855 je bilo njegovo kraljestvo razdeljeno med njegove sinove. - Ludvik II., 855–875, najstarejši sin, je nasledil Italijo in očetov naslov cesarja - Lotar II., 855–869, drugi sin, je dobil severno polovico Srednje Frankovske, ki je po njem dobil ime Lotaringija. - Karel II., 855–863, najmlajši sin, je dobil južni del Srednje Frankovske, se pravi Provanso in Burgundijo. |

| Vzhodna Frankovska (nazadnje Nemčija) |
| --- |
| - Ludvik II., imenovan Nemški, 843–876 - Bavarska: Karlman, 864–876 skupaj z očetom Ludvik Nemški je razdelil svoje kraljestvo med tri sinove. V vseh treh delih je nazadnje leta 882 zavladal najmlajši sin: - Karlman, 876–880 kralj Bavarske, 877 kralj Italije - Ludvik III., imenovan Mlajši, 876–882 kralj Saške, Frankovske in Turingije; leta 880 je od brata Karlmana nasledil Bavarsko - Karel III., imenovan Debeli, 876–887 kralj Švabske, Alemanije in Retije; leta 879 je od brata Karlmana nasledil Italijo in leta 882 od brata Ludvika Vzhodno Frankovsko; od leta 881 cesar Po odstavitvi Karla Debelega je Vzhodna Frankovska prešla pod oblast njegovega nečaka - Arnulfa, 887–899 kralj Italije, od 896 cesar - Italija: Ratold, 896 - Lotaringija: Cventibold, 895–900 - Ludvik Otrok, 899–911 Ludvik Otrok je bil zadnji frankovski karolinški vladar. Nasledil ga je Konrad Frankonski in nato saška Otonska dinastija. |

## Vira
- Bachrach, Bernard S.; Bachrach, David S.; Leese, Michael (2018). Deeds of the Bishops of Cambrai, Translation and Commentary. Routledge. ISBN 9781317036210.
- McConville, Julia (2018). »Clovis III«.  V Nicholson, Oliver (ur.). The Oxford Dictionary of Late Antiquity. Oxford University Press.